# Een avontuur van Simon Hardy
Een avontuur van Simon Hardy is een Belgische stripreeks over de avonturen van de Brusselse reporter Simon Hardy. De strip speelt zich af in de jaren zestig van de twintigste eeuw. 

## Verhalen
| Nr. | Album                             | Jaar |
| --- | --------------------------------- | ---- |
| 1.  | VN-Missie                         | 2013 |
| 2.  | Gevaar in Napels                  | 2015 |
| 3.  | Veel liefs uit China              | 2017 |
| 4.  | Achtervolging van de Aston Martin | 2019 |